# Huonschiereiland
Het Huonschiereiland is een groot, breed en bergachtig schiereiland in Papoea-Nieuw-Guinea in de provincie Morobe waar Lae en Finschhafen de dichtstbijzijnde grote plaatsen zijn. Het ontleent zijn naam aan de Franse ontdekkingsreiziger Jean-Michel Huon de Kermadec. Het eiland wordt gedomineerd door de steile hellingen en de toppen van het Surawaged-, Finisterre- en Cromwellgebergte. Tussen 1884 en 1914 was dit deel van Nieuw-Guinea onderdeel van de Duitse kolonie Keizer Wilhelmsland.

## Flora en fauna

### Vegetatie
Het regenwoud dat dit afgelegen berggebied bedekt is het leefgebied voor diverse diersoorten die typisch zijn voor deze ecoregio's. Het regenwoud is montaan van karakter met bomen die kleiner zijn dan in het laaglandregenwoud en meer begroeiing van kruidachtige planten en struiken, onder andere de geslachten Pometia, Canarium (Burseraceae), Anisoptera (Dipterocarpaceae of plankwortelbomen), Cryptocarya (Laurierfamilie) en Terminalia (Combretaceae). In de hogere gebergtegordel staat dichter bos met nog kleinere bomen. Op de hoogst gelegen hellingen van het Cromwellmassief staan de best bewaard gebleven bossen van het zuidelijk halfrond met de conifeer Dacrydium.

### Vogels en zoogdieren
Tot de bijzondere dieren behoren buideldieren zoals de matschieboomkangoeroe (Dendrolagus matschiei). De vogelfauna is uitzonderlijk rijk met endemen als de Huonhoningeter (Melipotes ater) en de paradijsvogel Huonastrapia (Astrapia rothschildi), verder nog meer soorten paradijsvogels, honingeters, prieelvogels en Australische vliegenvangers.

## Beschermingsmaatregelen
Er vindt in het gebied houtkap en ontbossing plaats, maar het grootste deel van het schiereiland is nog ongerept.
Het hele schiereiland staat op de tentative list, dat wil zeggen dat het op 6 juni 2006 is aangemeld als gebied voor de Werelderfgoedlijst van de UNESCO.
Een gebied van 760 km² waarin de rivieren Yopno, Uruwa en Som (daarom het YUS-gebied genoemd) stromen is in 2009 al tot beschermd gebied verklaard.